# Diedrich von Brömbsen
Diedrich von Brömbsen (* 1613 in Lübeck; † 1671 in Burggrub in Franken) war ein Lübecker Patrizier und Ratsherr.

## Leben
Diedrich von Brömbsen wurde 1613 als Sohn des Lübecker Ratsherrn und Erbherrn auf Klein-Steinrade Dietrich Brömse (1579–1638) und dessen Ehefrau Margaretha Lüneburg, Tochter von Joachim Lüneburg (1512–1588), in Lübeck geboren. Er war Schwiegersohn des Lübecker Bürgermeisters Anton Köhler. 1637 wurde er Mitglied der patrizischen Zirkelgesellschaft in Lübeck. Mit Patent vom 9. Oktober 1641 bestätigte Kaiser Ferdinand III. die Privilegien der Zirkelgesellschaft und erkannte zugleich den Adel der ihr zu diesem Zeitpunkt angehörigen Familien an; ab 1642 nannten sich Brömse und seine Familie daher von Brömbsen. 1645 immatrikulierte er sich an der Universität Rostock.
Als Jurist vertrat er 1654 im Verfahren der Lübecker Brauer gegen die Landgüter besitzenden Lübecker Patrizier die Interessen der Patrizier vor dem Reichshofrat in Wien. 1654–1666 war er Gesandter des Kaisers in Lübeck. 1659 wurde er in den Lübecker Rat gewählt. Als abgesandter Ratsherr vertrat er die Stadt Lübeck gemeinsam mit dem Ratsherrn Johann Ritter in Graz, um Kaiser Leopold I. die Huldigung zu leisten. Die englische Navigationsakte (1656) veranlasste zwei Reisen nach London. 1661 die erste, gemeinsam mit dem Syndicus Martin Böckel, schien einen günstigen Ausgang genommen zu haben. Brömbsen empfing für Lübeck und die Hansestädte günstige Zusagen und den Ritterschlag König Charles II. von England. 1662 wurde die Navigationsakte jedoch durch eine königlich Verordnung wieder in Kraft gesetzt. Brömbsen reiste diesmal gemeinsam mit Bremer und Hamburger Ratsherrn nach England; sie erreichten jedoch nur das Recht, den Stalhof weiter nutzen zu dürfen. Bei den bürgerlichen Unruhen in Lübeck, die zum Kassarezess führten, stand er auf Seiten der Patrizier. Er erwirkte 1664 auch ein kaiserliches Mandat, wonach die Handwerker der Stadt dem Rat Gehorsam schuldeten. Brömbsen trat, wie auch sein Schwager, der ebenfalls bei den Bürgern verhasste Bürgermeister Gotthard von Höveln, 1669 im Zuge des Bürgerrezesses aus dem Lübecker Rat aus und zog sich nach Burggrub in Franken zurück, wo er 1671 verstarb.
Dietrich war in erster Ehe mit Margaretha Köhler, Tochter des Lübecker Bürgermeisters Anton Köhler (1585–1657), verheiratet. Nach Margarethas Tod heiratete er 1645 in zweiter Ehe Sophia von Töbing (1617–1663), Tochter des Lüneburger Bürgermeisters Hartwig von Töbing (1576–1630). Aus der zweiten Ehe entstammt die Tochter Sophia Magdalena von Brömbsen (1660–1702), die seit 1690 mit Nikolaus Bartholomäus Michael von Danckelman (1650–1739) verheiratet war.
Er war Erbherr auf Klein-Steinrade, welches im Zuge der Handwerkerunruhen 1665 stark verwüstet wurde, und ab 1669 auf Burggrub in Franken.